# 박기순
박기순(1957년 11월 7일 ~ 1978년 12월 26일)은 대한민국의 노동운동가로 들불야학의 설립자이다. 1957년 전남 보성에서 태어나 전남여고를 졸업하고 1976년 전남대학교 사범대학 국사교육학과에 입학하여 학생운동을 하다 1978년에 정학을 당했다. 1978년에 노동운동을 위해 들불야학을 설립했다. 1978년 12월 26일 광주 주월동의 친오빠 집에서 연탄가스 누출 사고가 발생하여 일산화탄소 중독으로 사망하였다. 사후 동료 윤상원이 들불야학의 주된 운영을 물려받았고, 윤상원은 5·18 광주 민주화 운동이 진행되던 1980년 5월 27일에 당시 전라남도청에서 계엄군의 공격으로 생을 마감했다. 님을 위한 행진곡은 박기순과 윤상원의 영혼결혼식에 바쳐진 노래이다.

## 같이 보기
- 임을 위한 행진곡